# 태국의 교통
태국의 교통은 다양하고 혼잡한데, 주된 교통 수단이라고 말할 수 있는 것은 없다. 태국에서는 하천과 운하를 이용한 수운이 대단히 중요한 역할을 하고 있다. 중부에서는 운하가 사방팔방으로 발달해서 사람과 물자의 수송에 이용되고 있다. 일찍이 방콕은 운하와 수로가 많아 수운이 발달하여, "동양의 베니스"라고 칭송받기도 하였으나, 지금은 그 대부분이 매립되어 도로가 되어 버렸다. 또한 태국 북부의 국경을 흐르는 메콩강에는, 2001년 6월에 태국, 라오스, 미얀마, 중화인민공화국 간에 메콩강 상선통항협정이 체결되어, 유역 각국 간의 통항로로 이용되고 있다. 태국의 철도는 국유회사인 태국국유철도가 4개 노선을 운영하며, 말레이시아, 싱가포르와는 직결된다. 방콕에는 고가철도와 지하철도 개통되었다. 느린 철도 교통은 오랫동안 시골 지역의 장거리 교통 수단이 되어 왔다. 그런데, 고속 철도를 태국의 여러 중요 지역으로 확대하여 제공하려는 계획이 진행 중이다. 도로교통은 현재 급속한 발달 과정에 있다. 국내 모든 도시를 연결하는 교통기관으로서, 철도보다도 대량수송공사에 의한 버스 쪽으로 발달하고 있다. 장거리 노선과 방콕 내에서는 버스 교통이 지배적이고 지방의 짧은 거리의 여행 수단으로는 자전거를 대신하는 오토바이가 지배적이다. 도시 교통도 방콕을 제외한 대부분의 도시에서는 소형 트럭을 개조하여 만든 버스(썽태우)가 일반적이다. 도로 교통은 이 나라의 곳곳을 잇는 화물 운송의 주된 형태이다.  수완나품 국제공항은 아시아의 허브 공항의 하나로서, 전 세계의 항공사들이 드나들고 있으며, 타이 항공과 방콕 항공, 타이 에어아시아 등 여러 저가 항공사들이 운항중이다.

## 철도 교통
1893년에 시작된 태국의 철도는 그 뒤 국유화되어 태국국유철도가 운영하고 있다. 태국은 동남아시아에서 철도가 가장 발달된 나라로 철도만 이용해도 전국 어느 곳이나 여행할 수 있다. :54 철도망은 국내 주요 도시 간을 연결하고 있는데, 주요한 노선은 방콕을 중심으로 방사상으로 뻗어 있다. 즉 아유타야와 피차눌로크, 람팡을 지나 치앙마이에 이르는 북선(北線), 아유타야, 사라부리, 니콘라차시마, 콘켄, 우돈타니, 코라토를 거쳐 농카이 또는 우번에 이르는 동북선(東北線)(또는 북동선), 아란야부라테이트를 지나 캄보디아 국유철도에 접속하는 동선(東線), 핫야이를 거쳐 말레이시아의 철도로 연결되는 남선(南線) 등 4개 노선이다.  남선은 말라야 철도로 말레이시아와 연결되어 있어 방콕에서 쿠알라룸푸르와 싱가포르까지 직행할 수 있다. 이 노선은 동남아시아에서 유일한 국제 노선이다.  방콕에서 매일 오후 1회 떠나는 이 열차는 말레이시아의 버터워스와 쿠알라룸푸르 등 2곳에서 갈아탄 후 2박 3일만에 싱가포르에 도착하게 된다. 방콕에서 버터워스까지는 태국 국철이 다니며 버터워스에서 싱가포르까지는 말레이시아 국철이 연결하고 있다. :54 또한 캄보디아, 라오스 국경에도 철도노선이 있고, 메콩강 유역권 개발 구상에 따라 양국간에는 연장 계획도 있다. 1m의 협궤(狹軌)가 쓰이고 있고, 장작을 때서 움직이는 증기기관차가 중심이었는데, 1965년 무렵부터는 디젤화가 추진되었다. 방콕 시내에는 중심부의 교통정체를 해소하기 위해, 방콕 스카이트레인(BTS)이라 불리는 고가철도와 방콕 메트로(MRT)라 불리는 지하철이 근년에 잇달아 개통하였다.
남선(南線)은 방콕에서 출발하여 서쪽으로 향하여 나콘빠톰 역에 이르고 이어서 3개의 노선으로 분기된다. 한 노선은 서쪽으로 향하여 깐차나부리 주(210 km)에 이르고, 또 하나는 북쪽으로 향하여 수판부리 주(157 km)에 이른다.  남선은 계속 남쪽으로 향하여 간다. 그리하여 랏차부리 주, 펫차부리 주, 후아힌 역, 쁘라추압키리칸 주, 춤폰 역을 거쳐 수랏타니 역(678 km)에 이른다. 수랏타니에서는 서쪽으로 분기하여 키리랏니콤 군(คีรีรัฐนิคม)으로 향하는 지선이 있고, 본선은 남쪽으로 향하여 나콘시탐마랏 주의 퉁쏜(Thung Song, ทุ่งสง) 분기역에 이르고 여기서 지선이 뜨랑(ตรัง)주의 칸땅(Kantang)으로 갈라진다.  본선은 나콘씨탐마랏(Nakhon Sri Thammarat)을 거쳐, 파탈룽을 경유하고  송클라 주의 핫야이에 이른다. 여기서, 얄라 주의 쑹까이꼴록(สุไหงโก-ลก)을 거쳐 빠당베싸(ปาดังเบซาร์)에 이르고 여기서 말레이시아의 철도와 연결된다.
열차는 대체로 버스보다 속도가 느리지만 침대칸이 있어 장거리 이동에 편리하다. 차량의 등급은 3등 좌석칸부터 1등 에어컨 침대칸까지 다양하다. 같은 침대칸이라도 위아래에 따라 요금이 달라진다. 완행 열차에서 주로 볼 수 있는 3등 좌석칸은 나무 의자로 되어 있다. 2등 좌석칸은 선풍기와 에어콘으로 구분된다. 2층 침대칸은 의자 및 침대로 사용 가능하며 매트리스와 가벼운 담요가 제공되고 커튼으로 각각의 침대칸을 가릴 수 있도록 되어 있다. 1등 침대칸은 모두 에어컨으로 특급 열차에 있다. 기차 등급은 완행열차(롯 탐마다, ORD), 급행열차(롯 래우, RAD),  특급 열차(롯 두언, EXP),  특별 열차(롯 루언 피, EXP. SP.) 이상 4개로 구분된다.

### BTS
방콕의 교통난을 위해 만든 지상철이다.

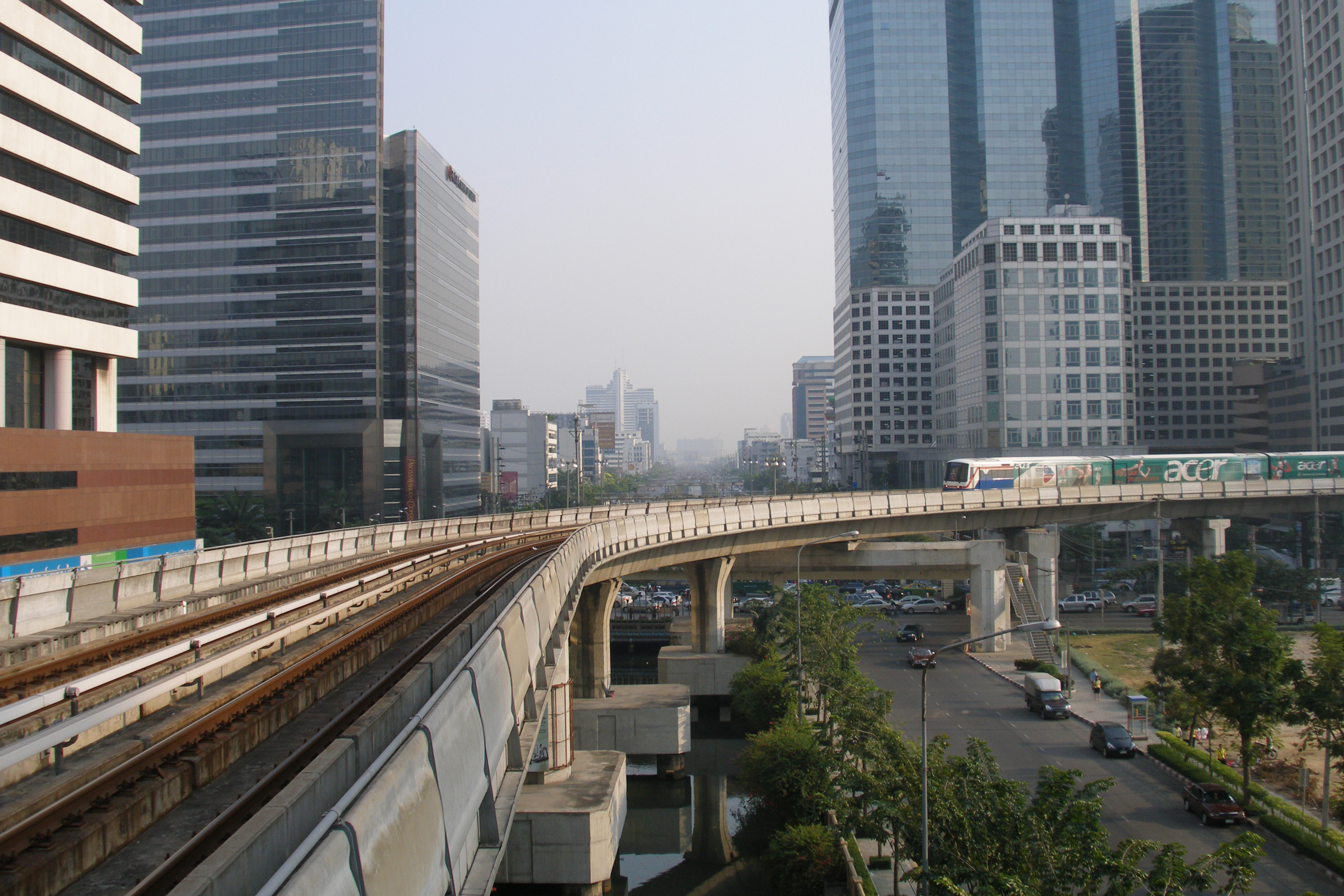
BTS

(BTS) Bangkok Mass Transit System : 태국의 첫 번째 전동열차로써 스카이 트레인(Sky Train)이라 불린다.
운행을 개시한 날은 1999년 12월 5일이다. 모칫(หมอชิต) – 온눗(อ่อนนุช)을 연결하는 수쿰윗 노선(Sukhumvit Line)과 국립경기장(สนามกีฬาแห่งชาติ) - 사판 딱신 (สะพานตากสิน)을 연결하는 실롬 노선 (Silom Line) 등이 있다. 주요 환승역은 수쿰윗에 위치한 아속역(อโศก), 씰롬에 위치한 살라댕역(ศาลาแดง), 사얌역(สยาม)이다. 스카이트레인 운영시간은 매일 06:00부터 24:00까지로 요금은 거리에 따라 10-40바트로 차등 적용된다.
티켓은 자동판매기에서 구입해야 하며, 각 역에 위치한 안내소에서는 동전교환만이 가능하며 정액권 티켓을 판매한다.

### 방콕 지하철(MRT)
방콕 지하철의 1호선은 찰름 랏차몽콘(태국어: สายเฉลิมรัชมงคล[*])으로 불리며 파란색 노선이라고도 불린다. 1996년 11월 19일에 착공되었으며 계속된 공사 연기 문제로 몸살을 앓기도 했다. 이는 1997년의 태국 경제 공황으로 인한 것 때문이었다.
2004년이 돼서야 일반에 일부 구간이 개통되었다.

### 방콕 공항 철도
방콕시내 공항 터미널과 수완나품 공항까지 연결되는 철도가 2010년 8월 23일부터 정상 운행에 들어갔다. 수완나품공항링크(SARL, TheSuvarnabhumi Airport Link)는 공항과 방콕 마까산(Makkasan) 지역의 도시공항 터미널(CAT, The City Air Terminal)까지 28km를 직통으로 연결한다.  (→  수완나품공항링크)

## 도로 교통
도로교통은 현재 급속한 발달 과정에 있다. 국내 모든 도시를 연결하는 교통기관으로서, 철도보다도 대량수송공사에 의한 버스 쪽으로 발달하고 있다. 도시 교통도 방콕을 제외한 대부분의 도시에서는 소형 트럭을 개조하여 만든 버스(썽태우)가 일반적이다.  동남아시아에 있어서 택시의 전형적이고 또한 고전적인 이미지는, 삼륜식의 자전거이다. 태국어로는 사무로(삼륜의 뜻)라고 불리는데, 방콕의 도심부에 있어서는, 교통의 발달에 따라 원활한 교통의 방해가 되어 승하차가 금지되었다. 그러나, 지방에 있어서는 아직도 현역에서 활약하고 있는 것을 볼 수가 있다. 그 밖에 세 바퀴인 것으로는 엔진이 달린 사무로(툭툭이라고도 한다)가 있고, 이것도 방콕의 명물로서 존재하였으나, 교통의 발달에 따라 실용적인 관점에서는 주역의 자리에서 내려왔다고 말할 수 있다.

### 뚝뚝

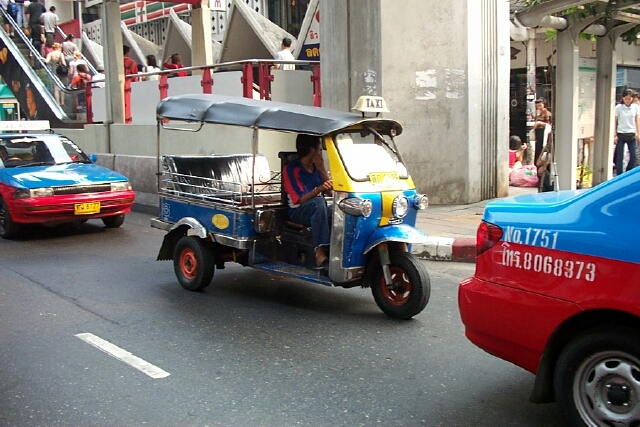
뚝뚝

1970년대 뚝뚝(Tuk Tuk) 사가 개발한 트라이 시클이다. 오토바이에 리어카 같은 승객 탑승용 좌석이 붙어 있는 동남아시아의 주요 교통수단이다. 필리핀의 뚝뚝은 운전석 옆에 리어카가 매달린 모습이 일반적이고, 태국의 경우는 뒤에 붙어 있다.
방콕의 뚝뚝은 이국적인 형태로 관광객들의 눈길을 끄나, 신호 무시, 과속, 세 바퀴의 불안정성으로 인해 안전 사고도 잦은 편이며, 요금도 택시와 비슷하거나 오히려 비싼 편이다.

### 모떠사이랍짱(오토바이 택시)
오토바이로 짧은 거리를 데려다 주는 택시 영업을 한다. 주로 골목 입구에 여러 오토바이 택시들이 대기하고 있으며 순번에 따라 손님을 태운다. 오토바이 택시 운전사는 형광색 조끼를 입었는데 랍짱이라고 부른다.

## 항공 교통

### 수완나품 국제공항

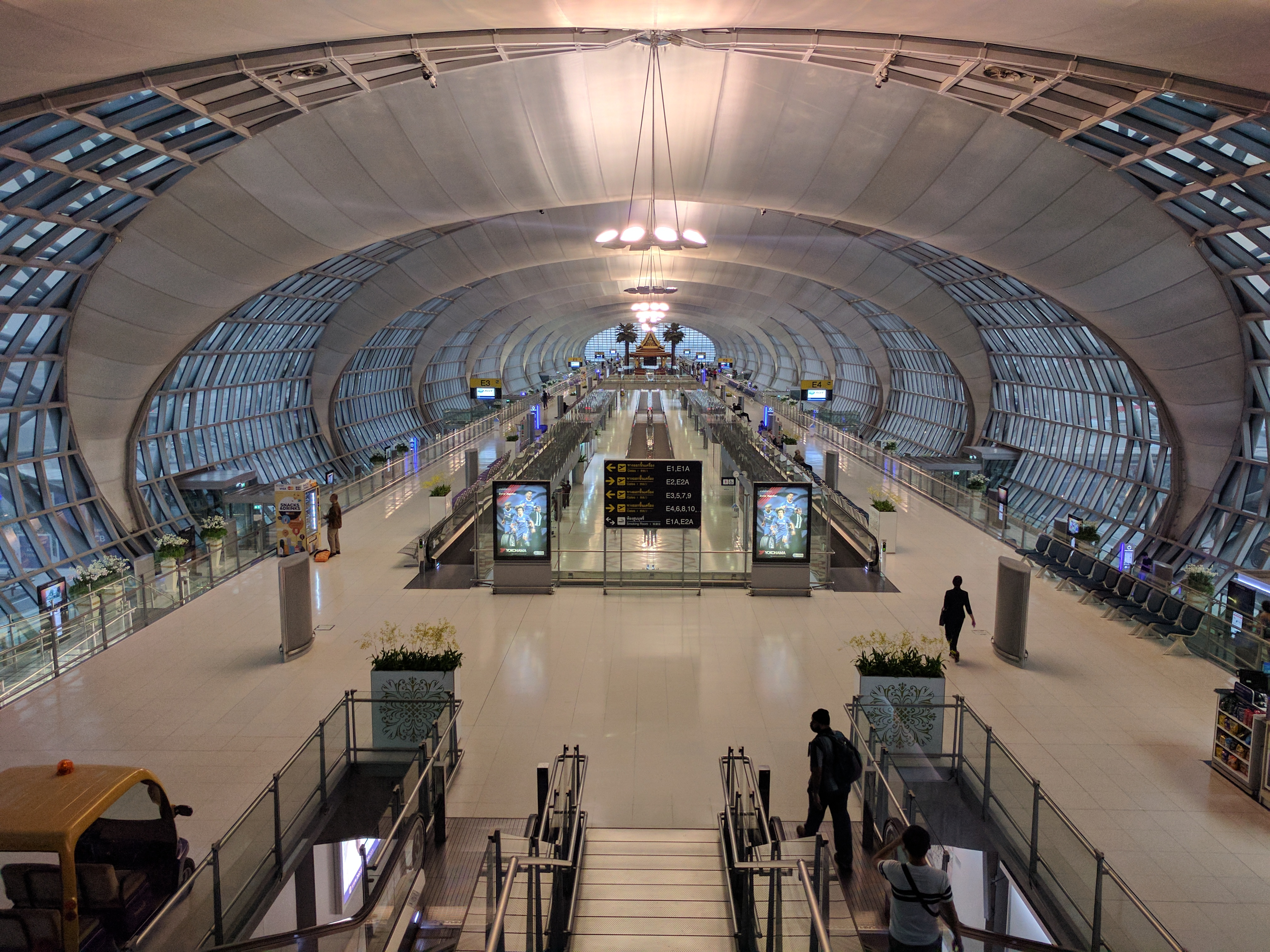
수완나품 국제공항의 터미널 E 모습

2006년에 개항한 태국의 관문인 수완나품 국제공항은 아시아의 허브 공항 중 하나로서, 전 세계의 항공사들이 드나드는 외에, 유럽과 오스트레일리아 간을 연결하는 "캥거루 루트"의 중계지점의 하나로서 이용되고 있다. 그리고, 쿠알라룸푸르, 싱가포르 등의 동남아시아 주요도시로부터도 방콕으로 드나드는 편수가 많고, 일부는 치앙마이, 핫야이, 푸껫 등으로 가는 항공편도 있다. 수완나품 국제공항은 방콕 시내에서 동쪽으로 25킬로미터 떨어져 있으며, 국내항공은 타이 항공이 독점하고 있었으나, 현재는 여러 개의 항공사가 생겨났다. 수도인 방콕과 치앙마이, 푸껫 등의 국내 주요도시 간에는, 반관반민의 타이 항공과 저가 항공사인 타이 스마일 항공, 방콕 항공 등의 항공사들이 운항하고 있는 외에, 이들 항공사가 외국의 주요도시와도 운항하고 있다.
대한민국의 인천과 방콕간을 대한항공, 아시아나항공, 제주항공, 진에어, 타이 항공이 정기편을 취항하고 있다. 일본과 태국 간에는 도쿄, 오사카, 나고야, 후쿠오카, 히로시마 등의 도시와 방콕을 연결하는 정기편이 취항하고 있다. JAL웨이즈와 전일본공수, 타이 항공과 방콕 항공 등 양국의 주요항공사와 노스웨스트항공과 유나이티드항공 등 복수의 항공사가 1일 1편부터 수편의 직항편을 운행하고 있는 외에, 홍콩과 타이베이를 경유하여서도 갈 수 있다.

### 돈므앙 국제공항

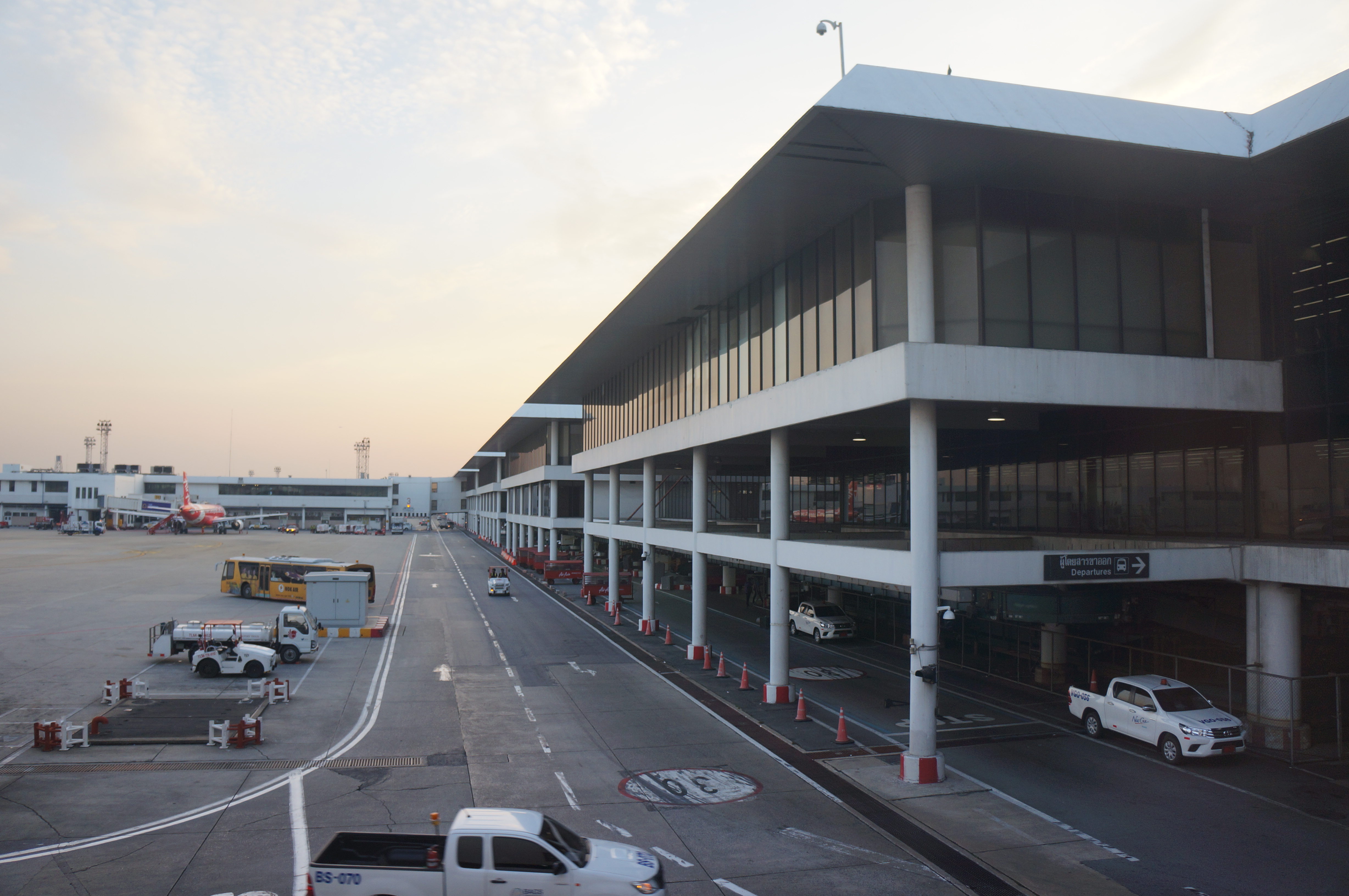
돈므앙 국제공항 터미널의 모습

1914년에 생긴 돈므앙 국제공항은 수완나품 국제공항의 개항 이전 큰 역할을 하던 국제공항이었다. 민간 운항은 1924년부터 시작되었으며 개항 전 사 파툼 비행장으로 사용되었다.
하지만 2006년 수완나품 국제공항이 개항하면서 운항을 중지 하였다가 수완나품 국제공항의 운영비가 지나치게 높아 경제성이 떨어진다는 지적이 제기되면서 2007년 다시 공항의 운영을 재개하였다.
타이 에어아시아, 녹에어, 타이 에어아시아 X, 타이 라이온 에어 등이 국제선과 국내선을 대부분 운영하고 있다.